# Lewis Thomas
Lewis Thomas (Flushing, 25 de novembro de 1913 — Manhattan, 3 de dezembro de 1993) foi um médico, poeta, etimologista, ensaísta, administrador, educador, conselheiro de política, e investigador dos Estados Unidos.
Recebeu o primeiro Prêmio Lewis Thomas, que é denominado em sua homenagem.